# Тайлер, Присцилла
Элизабет Присцилла Купер Тайлер (англ. Elizabeth Priscilla Cooper Tyler; 14 июня 1816 — 29 декабря 1889) — невестка президента Джона Тайлера и Первая леди США с 1842 по 1844 года, после смерти Летиции Тайлер.

## Биография
Присцилла Купер родилась в Нью-Йорке, в семье актёра Томаса Купера и светской львицы Мэри Фэрли Купер. С 17 лет Присцилла начала работать актрисой. Семья Куперов жила в большом доме на Бродвее. Они обанкротились во время экономического кризиса 1837 года.
Во время игры Дездемоны в постановке «Отелло» в Ричмонде, она встретила Роберта Тайлера, старшего сына богатого владельца плантации и бывшего сенатора США Джона Тайлера. Несмотря на социальные различия, пара поженилась в Бристоле, Пенсильвания 12 сентября 1839 года. Джон и Летиция Тайлер тепло приняли новую жену сына в семью.
После выборов 1840 года Джон Тайлер стал вице-президентом. После внезапной смерти президента Уильяма Генри Гаррисона, через месяц после вступления в должность, Тайлер занял его пост.

## Первая леди
К тому времени, как Тайлер стал президентом, его жена Летиция была больна. Она попросила Присциллу помочь ей в обязанностях хозяйки Белого дома. После смерти жены 10 сентября 1842 года, президент предложил Присцилле Тайлер стать Первой леди. Её охарактеризовывали, как привлекательную, умную и остроумную. Во время деловых поездок с Тайлером была официальным членом делегации.
В 1844 году, во время переезда мужа в Филадельфию, передала обязанности хозяйки Белого дома новой жене президента, Джулии Гардинер Тайлер.

## Последующие годы
Тайлеры прожили в Филадельфии 16 лет. Роберт занимался юридической практикой и принимал активное участие в жизни Демократической партии. Когда в 1861 году разразилась Гражданская война, супруги объявили о лояльности по отношению к Конфедерации. Они переехали в Ричмонд, где Роберт получил пост регистра в казначействе Конфедерации.
После смерти мужа в 1877 году, Присцилла осталась жить в Монтгомери. Её личные документы, после смерти, были переданы библиотеке Грегга Сума и колледжу Вильгельма и Марии.